# Frowin (Sagengestalt)
Frowin, auch Freawine oder Frowinus, ist ein Herrscher von Schleswig, der in der Gesta Danorum und der angelsächsischen Chronik erwähnt wird. Frowin wird als ein Vorfahr der Könige von Wessex genannt. Spätere Quellen beschreiben ihn nur noch als Sohn von Frithugar und Vater von Wig.
In der Gesta Danorum wird Frowin als Schwiegervater von Offa dargestellt, dessen Vater Wermund Frowin, sowie Ket und Wig mochte.
Frowin wurde vom schwedischen König Athisl herausgefordert und im Zweikampf getötet. Er wurde später von seinen Söhnen Ket und Wig in einem Duell gerächt. Ket und Wig kämpften dabei zu zweit gegen Athisl, was als nationale Schande angesehen wurde. Erst ihr Schwager Offa konnte diese Schande abwehren, indem er alleine zwei Sachsen tötete. Dieser Sachverhalt wird in der Widsith als Duell gegen Myrgings bezeichnet.